# Луис Вињаес
Луис Аугусто Вињаес (Рио де Жанеиро, 10. децембар 1896. — 3. април 1960) био је бразилски фудбалер и селектор. На Светском првенству у фудбалу 1934. био је селектор фудбалске репрезентације Бразила. Као играч био је повезан са Сао Кристовао из касних 1910-их и раних 1920-их.